# The Johnstown Flood (film 1926)
The Johnstown Flood è un film muto del 1926 diretto da Irving Cummings. Si ispira a quello che è considerato il più grande disastro del diciannovesimo secolo nella storia degli Stati Uniti, la grande inondazione avvenuta in Pennsylvania il 31 maggio 1889 quando la diga di South Fork, situata a monte della città di Johnstown, cedette provocando duemila e duecentonove vittime e la distruzione di Johnstown.

## Trama
John Hamilton non tiene conto dei ripetuti allarmi dell'ingegnere Tom O'Day sulla tenuta della diga, indebolita dall'acqua che viene ingabbiata per la navigazione dei tronchi galleggianti. O'Day, innamorato di Gloria, la figlia di Hamilton, ha intenzione di sposarla durante un'assenza di suo padre. Ma la diga cede, e l'inondazione che ne segue distrugge tutto sul suo percorso, provocando numerose vittime e la distruzione dei villaggi e della città che si trova ai piedi della diga. Quasi per miracolo, Tom e Gloria riescono a salvarsi fuggendo dalla chiesa che finisce sott'acqua.

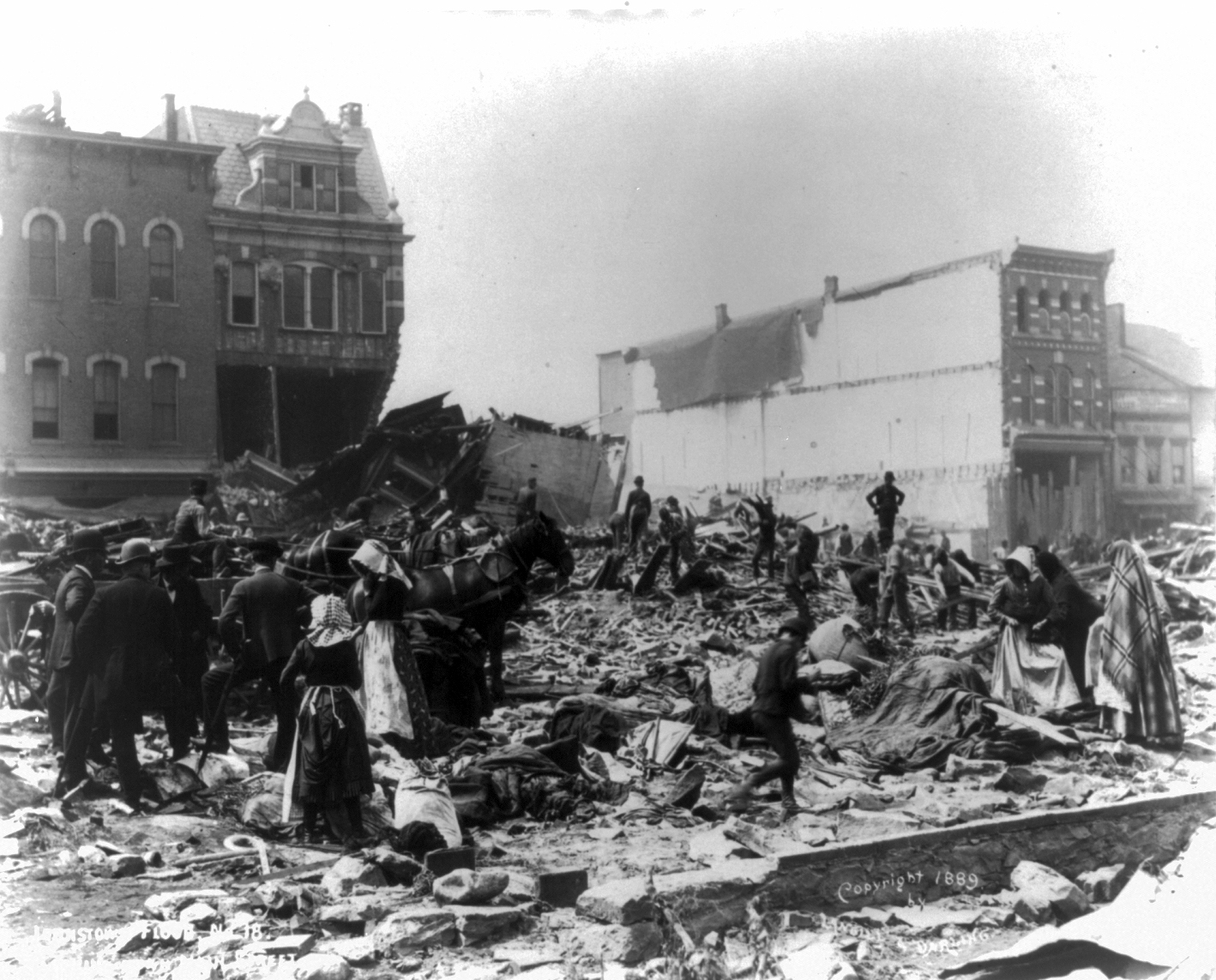
Immagine del disastro del 1889 (Library of Congress)

## Produzione
Il film, prodotto dalla Fox Film Corporation, venne girato in California, a Groveland e a Santa Cruz.

## Distribuzione
Il copyright del film, richiesto da William Fox, fu registrato il 28 febbraio 1926 con il numero LP22511. Distribuito dalla Fox Film Corporation e presentato da William Fox, il film uscì nelle sale cinematografiche USA il 28 febbraio 1926.
Copie della pellicola sono conservate negli archivi del George Eastman Museum e del Johnstown Flood Museum.